# Région 2 (Territoires du Nord-Ouest)
Pour les articles homonymes, voir région 2.
La région 2 est une division de recensement (en) canadienne des Territoires du Nord-Ouest.